# Seagoville
La ville de Seagoville (en anglais [ˈsiːɡoʊvɪl]) est située dans les comtés de comté de Dallas et Kaufman, dans l’État du Texas, aux États-Unis. Lors du recensement de 2010, elle comptait 14 835 habitants. Seagoville fait partie de l’agglomération de Dallas.

## Source
- (en) Cet article est partiellement ou en totalité issu de l’article de Wikipédia en anglais intitulé « Seagoville, Texas » (voir la liste des auteurs).

1. ↑  https://factfinder.census.gov/faces/nav/jsf/pages/index.xhtml
2. ↑  « Population and Housing Unit Estimates » (consulté le 30 mai 2019)
3. ↑  « Census of Population and Housing », Census.gov (consulté le 4 juin 2015)